# كهوف جرين جروتو
كهوف جرين جروتو هي كهوف استعراضية ومواقع جذب سياحي بارزة على الساحل الشمالي لجامايكا. سمي على اسم الطحالب الخضراء التي تغطي جدرانه، هيكل الكهف يختلف بشكل لافت للنظر عن الأنظمة الداخلية. الكهف عبارة عن كهف هامش جانبي (غرف خلط قديمة على حافة عدسة المياه العذبة مع مياه البحر) بمستويين محددين جيدًا يشيران على ما يبدو إلى فترتين مع اختلاف مستويات سطح البحر. يحتوي الكهف الأعمق على بحيرة جوفية صافية تمامًا.

## وصلات خارجية
- الخريطة:
- مناظر جوية  .
- الصور:      نسخة محفوظة 8 يوليو 2011 على موقع واي باك مشين..
- Jamaican Caves Organisation - Green Grotto Wild Caves Field Notes.
- Green Grotto Caves.